# Ульяновка (Георгиевский район)
Улья́новка — посёлок в составе Георгиевского района (городского округа) Ставропольского края Российской Федерации.

## Варианты названия
- Ульяновский,
- Ульяновское[2].

## География
На северо-востоке: посёлок Балковский.
На западе: посёлок Новоульяновский и Новоульяновское водохранилище.
На севере-западе: пруд Молотов.
Расстояние до краевого центра: 134 км.
Расстояние до районного центра: 35 км.

## История
До 2017 года посёлок входил в упразднённый Ульяновский сельсовет.

## Население
| 1989 | 2002 | 2010 | 2014 | 2023 |
| ---- | ---- | ---- | ---- | ---- |
| 480  | ↗587 | ↘485 | ↘400 | ↗500 |

По данным переписи 2002 года, 53 % населения — русские.

## Инфраструктура
Медобслуживание осуществляет фельдшерско-акушерский пункт.
В Ульяновке 2 улицы — Георгиевская и Павлова.
В 150 и 400 м к северу от жилой застройки посёлка расположены 2 открытых кладбища площадью 20 613 м² и 2 351 м² соответственно.

## Связь и телекоммуникации
В 2016 году в посёлке введена в эксплуатацию точка доступа к сети Интернет (передача данных осуществляется посредством волоконно-оптической линии связи).

## Памятники
- Братская могила советских воинов, погибших в борьбе с фашистами[14].